# Fimbristylis miliacea
Fimbristylis miliacea es una especie de Fimbristylis que se originó probablemente en el Asia tropical costero, pero se ha extendido después a la mayoría de los continentes como especie introducida. Es una hierba extensa en algunas áreas y a veces es nociva en arrozales.

## Descripción
La Fimbristylis miliacea es una planta anual que crece en grupos de tallos erectos de hasta cerca de medio metro de altura rodeados por un abanico de hojas planas estrechas. La parte superior de cada tronco está ocupada por una serie de espiguillas, cada una llevada sobre un pedúnculo largo. La espiguilla es esférica a ovalada y de color marrón rojizo. Las espiguillas florecen y luego desarrollan pequeñas frutas, que son aquenios marrones de un milímetro de largo.

## Taxonomía
El nombre Fimbristylis miliacea es una combinación hecha por Martin Vahl basada en el nombre Scirpus miliaceus publicado por Carl Linnaeus en su 1759 edición décima del Systema Naturae. Dada la confusión que rodea este nombre, y araíz de un intento fallido de conservar el nombre con un sentido particular (Nomen conservandum), en 2004 se hizo una propuesta para que el nombre de Scirpus miliaceus fuera rechazado (nomen rejiciendum) del Código Internacional de Nomenclatura para Algas, Hongos y Plantas.  Los dos taxones a los que el nombre de Fimbristylis miliacea se les había aplicado anteriormente se convirtieron en Fimbristylis quinquangularis y Fimbristylis littoralis.

## Distribución
La especie se encuentra en muchos países con un clima tropical o subtropical en el sur y sureste de Asia, incluyendo: Australia,  Bangladés, Bhután, Camboya, India, Indonesia, Malasia, Myanmar, Nepal, Pakistán, Filipinas, Sri Lanka, Tailandia y Vietnam. También se ha introducido en Ecuador, Madagascar, Nicaragua, Perú y Suriname.